# Consilium ad exsequendam Constitutionem de Sacra Liturgia
Il Consilium ad exsequendam Constitutionem de Sacra Liturgia (in italiano: Consiglio per l'attuazione della Costituzione sulla Sacra Liturgia) fu un organismo della Chiesa cattolica attivo tra il 1964 e il 1969, quando confluì nella neonata Congregazione del Culto Divino e della Disciplina dei Sacramenti. Scopo del Consiglio era di dare applicazione alla costituzione Sacrosanctum Concilium, approvata dal Concilio Vaticano II. Il Consilium è stato un organismo dallo status giuridico incerto, posto alle dipendenze dirette del Papa e incaricato di elaborare dei nuovi testi liturgici, per progettare e attuare una riforma dei riti e della liturgia, di cui durante il Concilio Vaticano II erano stati indicati solo pochi princìpi generali.

## Storia
Con il motu proprio Sacram liturgiam del 25 gennaio 1964 (reso pubblico il 29 febbraio 1964), papa Paolo VI, fra le altre cose, istituì il "Consilium ad exsequendam Constitutionem de Sacra Liturgia", incaricandolo di «attuare nel modo migliore le prescrizioni della stessa Costituzione sulla Sacra Liturgia» del Concilio Vaticano II, ovvero Sacrosanctum Concilium.
Ne erano membri «una cinquantina tra cardinali e vescovi», assistiti da «più di duecento periti» provenienti da diverse nazioni. Il primo presidente fu il cardinale Giacomo Lercaro, cui succedette il cardinale Benno Walter Gut. A questo porporato benedettino faceva capo il Consilium al momento di mettere in atto le decisioni sulla riforma della liturgia, in particolare quella della revisione del Messale Romano nel 1969. Allora era vicepresidente il cardinale Carlo Confalonieri e membri i cardinali Giacomo Lercaro, Gregorio Pietro Agagianian, Valerian Gracias, Paolo Giobbe, Laurean Rugambwa, Raúl Silva Henríquez, William John Conway, John Patrick Cody, Michele Pellegrino e Pericle Felici. Ne era segretario padre Annibale Bugnini.
I membri con diritto di voto nominati all'inizio dei lavori erano 42:
- Giacomo Lercaro, arcivescovo di Bologna, cardinale, presidente (1964-1968)
- Benno Walter Gut, O.S.B., abate, cardinale, presidente (1968-1970)
- Gregorio Pietro Agagianian, patriarca, cardinale
- Ferdinando Giuseppe Antonelli, O.F.M., presbitero
- Augustin Bea, S.I., cardinale
- Wilhelmus Marinus Bekkers, vescovo di 's-Hertogenbosch
- Giulio Bevilacqua, C.O., presbitero
- Johannes Willem Maria Bluijssen, vescovo ausiliare di 's-Hertogenbosch
- Tulio Botero Salazar, C.M., arcivescovo di Medellín
- René-Jean-Prosper-Bruno Boudon, vescovo di Mende
- Leo Christopher Byrne, vescovo coadiutore di Wichita
- Gerald Emmett Carter, vescovo di London
- Tomás Alberto Clavel Méndez, arcivescovo di Panama
- John Patrick Cody, arcivescovo coadiutore di New Orleans
- Carlo Confalonieri, cardinale
- William John Conway, arcivescovo di Armagh
- Leo-Karel Jozef De Kesel, vescovo ausiliare di Gand
- George Patrick Dwyer, vescovo di Leeds
- Jesús Enciso Viana, vescovo di Maiorca
- Vicente Enrique y Tarancón, arcivescovo di Oviedo
- Pericle Felici, cardinale
- Bernardo Fey Schneider, C.SS.R., vescovo coadiutore di Potosí
- Paolo Giobbe, cardinale
- Valerian Gracias, arcivescovo di Bombay, cardinale
- Gordon Joseph Gray, arcivescovo di Saint Andrews ed Edimburgo
- Francis Joseph Grimshaw, arcivescovo di Birmingham
- Emilio Guano, vescovo di Livorno
- Paul John Hallinan, arcivescovo di Atlanta
- Anton Hänggi, presbitero
- Juan Hervás y Benet, prelato di Ciudad Real
- Denis Eugene Hurley, O.M.I., arcivescovo di Durban
- Clemente José Carlos de Gouvea Isnard, O.S.B., vescovo di Nova Friburgo
- Henri-Martin Félix Jenny, vescovo ausiliare di Cambrai
- Franciszek Jop, vescovo ausiliare di Sandomierz
- François Kabangu wa Mutela, presbitero
- François-Louis-Marie Kervèadou, vescovo di Saint-Brieuc
- Sándor Kovács, vescovo di Szombathely
- Arcadio María Larraona Saralegui, C.M.F., cardinale
- Ambróz Lazík, amministratore apostolico di Trnava
- Agostinho Joaquim Lopes de Moura, C.S.Sp., vescovo di Portalegre-Castelo Branco
- Joseph-Albert Malula, vescovo ausiliare di Léopoldville
- Clément Ignace Mansourati, eparca ausiliare di Antiochia dei Siri
- Joseph Albertus Martin, vescovo di Nicolet
- Laurentius Satoshi Nagae, vescovo di Saitama
- Karel Otčenášek, amministratore apostolico di Hradec Králové
- Michele Pellegrino, arcivescovo di Torino, cardinale
- Alfred Pichler, vescovo di Banja Luka
- Enrique Rau, vescovo di Mar del Plata
- Joseph Elmer Ritter, arcivescovo di Saint Louis, cardinale
- Carlo Rossi, vescovo di Biella
- Laurean Rugambwa, vescovo di Bukoba, cardinale
- Raúl Silva Henríquez, S.D.B., arcivescovo di Santiago del Cile, cardinale
- Otto Spülbeck, vescovo di Meißen
- Luigi Valentini, presbitero
- Willem van Bekkum, S.V.D., vescovo di Ruteng
- Guillaume-Marie van Zuylen, vescovo di Liegi
- Hermann Volk, vescovo di Magonza
- Rembert George Weakland, O.S.B., abate
- Guilford Clyde Young, arcivescovo di Hobart
- Franz Sales Zauner, vescovo di Linz
- Annibale Bugnini, C.M., segretario

I lavori del Consilium erano animati da vicino in ogni momento da papa Paolo VI.

## Pubblicazioni delConsilium
1. Prima Istruzione per la retta applicazione della Costituzione sulla Sacra Liturgia, Inter Oecumenici
2. De oratione communi seu fidelium (1965)
3. Bollettino mensile "Notitiae"